# Кечмания 3
Кечмания 3 (на английски: WrestleMania III) е третото годишно pay-per-view събитие от поредицата Кечмания, продуцирано от Световната федерация по кеч (WWF). Събитието се провежда в Pontiac Silverdome в Понтиак, Мичиган на 29 март 1987 г.
Включва 12 мача, като в основното събитие Световния шампион в тежка категория на WWF Хълк Хоган защитава успешно титлата си срещу Андре Гиганта.

## Обща информация
Кечмания 3 е особено забележителна поради рекордната посещаемост за WWF от 93 173 зрители, което е най-голямото регистрирано посещение на живо събитие на закрито в Северна Америка по това време. Събитието се смята за върха на Златната ера през 1980-те, с почти 1 милион фенове, които наблюдават събитието в 160 места с pay-per-view в Северна Америка. WWF генерира 1,6 милиона долара от продажби на билети, а приходите от pay-per-view са оценени на 10,3 милиона долара, което поставя рекорд за времето. Единственото събитие на WWF/E с официална по-голяма посещаемост е Кечмания 32, проведено на стадион AT&T през 2016 г.

## Резултати
| №                                         | Резултати | Правила                                                       | Време |
| ----------------------------------------- | --- | ------------------------------------------------------------- | ----- |
| 1                                         | Кан-Ам Връзката (Рик Мартел и Том Зенк) побеждават Боб Ортън и Великолепният Мурако (Мистър Фуджи)                                                              | Отборен мач                                                   | 5:37  |
| 2                                         | Били Дак Хейнс срещу Херкулес Хернандес (с Боби Хийнън) приключва с двойно отброяване                                                                           | Индивидуален мач                                              | 7:44  |
| 3                                         | Хаити Хлапето, Хилбили Джим и Малкия Бобър поб. Кинг Конг Бънди, Малкото Токио и Лорд Литълбрук чрез дисквалификация                                            | Шесторен отборен мач                                          | 3:25  |
| 4                                         | Харли Рейс (с Боби Хийнън и Невероятната Мула) поб. Джънкярд Дог                                                                                                | Загубилият трябва да се поклони                               | 4:22  |
| 5                                         | Отборът мечта (Грег Валънтайн и Брутъс Бийфкейк) (с Джони Валиънт и Дино Браво) поб. Братята Ружо (Жак и Реймънд)                                               | Отборен мач                                                   | 4:03  |
| 6                                         | Роди Пайпър поб. Адриан Адонис (с Джими Харт) | Коса срещу коса                                               | 6:33  |
| 7                                         | Опасният Дани Дейвис и Фондацията Харт (Брет Харт и Джим Найдхарт) (с Джими Харт) поб. Британските булдози (Дейви Бой Смит и Динамитеното хлапе) и Тито Сантана | Шесторен отборен мач                                          | 8:52  |
| 8                                         | Буч Рийд (със Слик) поб. Коко Б. Уеър | Индивидуален мач                                              | 3:39  |
| 9                                         | Рики Стиймбоут (с Джордж Стийл) поб. Ренди Савидж (ш) (с Мис Елизабет)                                                                                          | Индивидуален мач за Интерконтиненталната титла на WWF         | 14:35 |
| 10                                        | Хонки Тонк Мен (с Джими Харт) поб. Джейк Робъртс (с Алис Купър)                                                                                                 | Индивидуален мач                                              | 7:04  |
| 11                                        | Железният шейх и Николай Волков (със Слик) поб. Пчелите убийци (Б. Брайън Блеър и Джим Брънзел) чрез дисквалификация                                            | Отборен мач                                                   | 5:44  |
| 12                                        | Хълк Хоган (ш) поб. Андре Гиганта (с Боби Хийнън) | Индивидуален мач за Световната титла в тежка категория на WWF | 12:01 |
| - (ш) – указва шампиона/шампионите в мача | |                                                               |       |